# 4761 Urrutia
4761 Urrutia eller 1981 QC är en asteroid i huvudbältet som upptäcktes den 27 augusti 1981 av den tyske astronomen Hans-Emil Schuster vid La Silla-observatoriet. Den är uppkallad efter Antonio Urrutia.
Asteroiden har en diameter på ungefär 3 kilometer och den tillhör asteroidgruppen Phocaea.